# Euphorbia margaretae
Euphorbia margaretae es una especie de fanerógama perteneciente a la familia de las euforbiáceas.  Es originaria de Somalia.

## Taxonomía
Euphorbia margaretae fue descrita por Susan Carter Holmes y publicado en Nordic Journal of Botany 12(4): 407. 1992.
Etimología
Euphorbia: nombre genérico que deriva del médico griego del rey Juba II de Mauritania (52 a 50 a. C. - 23), Euphorbus, en su honor – o en alusión a su gran vientre –  ya que usaba médicamente Euphorbia resinifera. En 1753 Carlos Linneo asignó el nombre a todo el género.
margaretae: epíteto otorgado en honor de la botánico inglés Margaret Johnson (1946 - ), del Real Jardín Botánico de Kew.